# Novoandriivka, Mîkolaiiv
Novoandriivka (în ucraineană Новоандріївка) este un sat în comuna Andriivka din raionul Mîkolaiiv, regiunea Mîkolaiiv, Ucraina.

## Demografie
Componența lingvistică a localității Novoandriivka
     Ucraineană (91,33%)
     Rusă (8,09%)
     Alte limbi (0,58%)
Conform recensământului din 2001, majoritatea populației localității Novoandriivka era vorbitoare de ucraineană (91,33%), existând în minoritate și vorbitori de rusă (8,09%).